# Клейстерле, Герард
Герард Клейстерле (нидерл. Gerard Kleisterlee; род. 28 сентября 1946) — бывший президент и генеральный директор, председатель Совета директоров и Комитета коллективного руководства компании Royal Philips Electronics.
Президент / генеральный директор, председатель Совета директоров компании с апреля 2001 года по март 2011, член Совета Директоров с апреля 2000 года и член Управляющего комитета компании с января 1999 года.
Сферы корпоративной ответственности: стратегия и развитие бизнеса, коммуникации, внутренний аудит, управление персоналом, юридические вопросы, вопросы стандартизации, общие принципы ведения бизнеса, технологическое управление, маркетинг.
Герард Клейстерле пришёл на работу в подразделение Philips Healthcare в 1974 году, где затем занимал ряд должностей в отделе управления производством. С 1981 по 1986 год являлся генеральным менеджером Philips Professional Audio Group. В 1986 году г-н Клейстерле перешёл в Philips Components на должность отраслевого директора подразделения экранных компонентов, а в 1994 году был назначен управляющим директором глобального подразделения экранных компонентов Philips. В 1996 году он стал Президентом Philips на Тайване и региональным менеджером Philips Components в Азиатско-Тихоокеанском регионе. С сентября 1997 года по июнь 1998 года он руководил Philips Group в Китае.
Герард Клейстерле родился в Германии в 1946 году, закончил Технический Университет в Эйндховене (Нидерланды) по специальности инженер электроники. В 2005 году получил почётную докторскую степень (Catholic University Leuven, Бельгия).
Членство в организациях:
- Европейский совет предпринимателей, с 2001 года; принимает участие в работе его Исполнительного Комитета с 2007 года, является Председателем рабочей группы по конкурентным взаимоотношениям.
- Бизнес-совет Азиатского региона и Организация «Трансатлантический Бизнес-Диалог» (TABD),
- Нидерландский Совет Инноваций под председательством Премьер-министра Нидерландов.
- Наблюдательный совет Роттердамского Филармонического Оркестра.
- Председатель Наблюдательного совета Технического Университета в Эйндховене, с июля 2001.
- Исполнительный комитет IMD в Лозанне, с ноября 2007.
- Наблюдательный совет банка De Nederlandische Bank NV, с июля 2006 года.
- Председатель «Фонда поддержки центра по борьбе с раком» в Амстердаме.